# 大場善次
大場 善次（おおば よしじ、1958年）は日本の実業家、中嘉屋食堂社長。キーチャンズ社長。たんや善治郎社長。

## 略歴
- 宮城県大崎市岩出山出身。大崎市立岩出山中学校、宮城県古川高等学校を卒業し、昭和 61年に仙台市青葉区上杉に「中華屋」を創業。平成4年には青葉区二日町に2号店「中嘉屋食堂」をオープン。以後順次店舗を拡大し、平成 12年には太白区長町の「ザ・モール」に麺とご飯とデザートの店「麺飯甜」の1号店を、平成14年には仙台駅前店、平成15年には仙台駅構内に同店をオープンさせる。そして昨年は青葉区堤町に6号店となる「中嘉屋食堂ミンパンティン台原店」がオープン。看板メニューは酸辣湯麺・油淋鶏定食など多種多彩。中国酒はじめアルコールの品揃えも豊富で宴会･パーティの席も人気を集めている。